# Comunidade Econômica dos Estados da África Central
A Comunidade Econômica dos Estados da África Central/Comunidade Económica dos Estados da África Central (CEEAC) é uma comunidade econômica da África Central criada em Libreville, Gabão, em dezembro de 1981. A CEEAC tornou-se operacional em 1985 e seus objetivos são promover a cooperação e o desenvolvimento auto-sustentável, com particular ênfase na estabilidade econômica e melhoria da qualidade de vida. Os onze países membros são Burundi, Camarões, República Centro-Africana, Chade, Congo, Guiné Equatorial, Gabão, São Tomé e Príncipe, República Democrática do Congo e Angola.
A política da CEEAC inclui um plano de doze anos para eliminar impostos de alfândegas entre os Estados membros e estabelecer uma pauta externa comum; consolidar o livre movimento de bens, serviços e pessoas; melhorar a indústria, o transporte e as comunicações; a união dos bancos comerciais e a criação de um fundo de desenvolvimento. A sede da CEEAC está em Libreville, Gabão.